# Melissa De Sousa
Melissa De Sousa (* 25. September 1967 in New York City) ist eine US-amerikanische Schauspielerin.

## Leben
Die Vorfahren der Schauspielerin stammen aus Panama. De Sousa debütierte in einer Folge der Fernsehsendung CBS Schoolbreak Special aus dem Jahr 1992. Es folgten Gastauftritte in Fernsehserien und eine größere Rolle im Filmdrama Spark (1996). Eine größere Rolle spielte sie ebenfalls in der Komödie Abgefahren (1998).
Die Rolle in der Komödie The Best Man – Hochzeit mit Hindernissen (1999) an der Seite von Taye Diggs, Nia Long und Morris Chestnut brachte De Sousa im Jahr 2000 eine Nominierung für den Image Award. In der Komödie Miss Undercover (2000) mit Sandra Bullock in der Hauptrolle verkörperte sie die Miss New York. Für ihre Rolle in der Komödie 30 Years to Life (2001) wurde sie 2003 für den Black Reel Award nominiert. Im Filmdrama Constellation (2005) spielte sie eine der größeren Rollen neben Rae Dawn Chong.

## Filmografie (Auswahl)
- 1996: Spark (Kurzfilm)
- 1998: Abgefahren (Ride)
- 1999: The Best Man – Hochzeit mit Hindernissen (The Best Man)
- 2000: Lockdown – Unschuldig im Knast
- 2000: Miss Undercover (Miss Congeniality)
- 2000–2001: The $treet (Fernsehserie)
- 2001: 30 Years to Life
- 2002: Laurel Canyon
- 2002–2003: One on One (Fernsehserie)
- 2004–2005: Second Time Around (Fernsehserie)
- 2005: Constellation
- 2006: The Ron Clark Story (Fernsehfilm)
- 2007: Bats 2: Blutige Ernte (Bats: Human Harvest)
- 2007: Ghost Whisperer – Stimmen aus dem Jenseits (Ghost Whisperer, Fernsehserie, Episode 2x04)
- 2009: The Killing of Wendy
- 2009: CHICK: Within me lives a Superhero (Fernsehserie)
- 2010: Ashes
- 2011: Reed Between the Lines (Fernsehserie)
- 2013: Urlaub mit Hindernissen – The Best Man Holiday (The Best Man Holiday)
- 2014: Cru
- 2015: Single Ladies (Fernsehserie)
- 2017: Hater (Fernsehfilm)
- 2018: Criminal Minds (Fernsehserie, Episode 13x12)
- 2018: Elementary (Fernsehserie, Episode 6x18)
- 2018: Ladies of the Law (Fernsehserie)
- 2019: On Becoming a God in Central Florida (Fernsehserie)
- 2021: Black Lightning (Fernsehserie)
- 2021: Our Kind of People (Fernsehserie)
- 2022: The Best Man – The Final Chapters (Fernsehserie)